# Hemerocampa plagiata
Hemerocampa plagiata är en fjärilsart som beskrevs av Walker 1855. Hemerocampa plagiata ingår i släktet Hemerocampa och familjen tofsspinnare. Inga underarter finns listade i Catalogue of Life.